# Diplodonta
Genre
Diplodonta est un genre de mollusques bivalves de la famille des Ungulinidae.

## Liste d'espèces
Selon ITIS :
- Diplodonta aleutica Dall, 1901
- Diplodonta candeana (d'Orbigny, 1842)
- Diplodonta cornea (Reeve, 1850)
- Diplodonta discrepans (Carpenter, 1857)
- Diplodonta impolita S. S. Berry, 1953
- Diplodonta inezensis (Hertlein et Strong, 1947)
- Diplodonta lupina Brocchi, 1814
- Diplodonta notata Dall et Simpson, 1901
- Diplodonta nucleiformis Wagner, 1838
- Diplodonta obliqua Philippi, 1846
- Diplodonta orbella (Gould, 1851)
- Diplodonta punctata (Say, 1822)
- Diplodonta rotundata (Montagu, 1803)
- Diplodonta semiaspera Philippi, 1836
- Diplodonta sericata (Reeve, 1850)
- Diplodonta soror C. B. Adams, 1852
- Diplodonta subglobosa C. B. Adams, 1852
- Diplodonta torrelli Jeffreys, 1976
- Diplodonta venezuelensis Dunker, 1848
- Diplodonta verrilli Dall, 1900